# Арабские переводы Библии
Ара́бские перево́ды Би́блии — вся совокупность средневековых и новых переводов Библии на арабский язык. Христианство стало распространяться в Аравии приблизительно во II—III веках, однако не существует свидетельств о домусульманских переводах. Наиболее древние рукописи датированы IX веком; христианские переводы осуществлялись с сирийского и греческого языков в Сирии и Палестине, с коптского языка — в Египте, и с латинского языка — в мусульманской Испании; с X века делались и еврейские переводы Танаха для иудейских общин Палестины и Йемена. Из-за огромного числа разных вариантов в Александрии в XIII веке была создана стандартная версия на основе коптской, которая стала единственной версией арабской Библии, принятой в коптской церкви и распространённой в Эфиопии. Впервые арабское Евангелие было напечатано в Риме в 1590 и 1591 годах, полный Новый Завет — в Лейдене в 1616 году. Полный арабский библейский текст был впервые опубликован в составе Парижской и Лондонской Полиглотт в первой половине XVII века. Первое отдельное печатное издание арабской Библии было выпущено в Риме в 1671 году. В XIX—XX веках были осуществлены переводы протестантскими и католическими миссиями (преимущественно в Ливане и Египте); в Египте и Сирии выпускались переводы, адаптированные для мусульман.

## История
Сведения о распространении еврейского и христианского Писания в арабском регионе крайне отрывочны и противоречивы. Согласно А. фон Гарнаку уже в III веке к югу от Мёртвого моря существовали епископства. Согласно Евсевию Кесарийскому, в Аравию дважды приглашали Оригена для разрешения доктринальных споров (Hist. eccl. VI, 32). Маронитские редакторы Парижской многоязычной Библии утверждали, что первые арабские переводы Библии датированы IV веком, но не приводили источников этих сведений, вдобавок их задачей было доказательство непогрешимости и наивысшей точности текста латинской Вульгаты.
Имена первых переводчиков Библии на арабский язык неизвестны. Согласно «Хроникам» Михаила Сирина, один из арабских эмиров VII века предложил яковитскому Патриарху Антиохии и всего Востока Иоанну II Седре (631—648) перевести Четвероевангелие с сирийского языка на арабский, убрав при этом все упоминания о божественности Иисуса Христа, кресте и крещении. Патриарх выразил решительный протест против таких сокращений, но созвал группу епископов и священников, которые выполнили перевод. По мнению Г. Графа («История христианской арабской литературы», 1944) — это не более чем легенда; во всяком случае никаких следов этого перевода и альтернативных свидетельств о нём не существует.
Иудейский перевод Танаха на арабский язык предпринял в X веке Саадия Гаон. Помимо подробно комментированного перевода для образованных читателей, имелся вольный перевод для широких масс верующих, именуемый «тафсиром» (ивр. התפסיר‎, араб. التفسير‎), с частичным комментарием. Предназначался он для нужд еврейской общины; до наших дней сохранился перевод Торы и несколько фрагментов других книг. Наибольшее распространение он получил в Йемене, где читался на синагогальных службах; схожие редакции существовали у коптов и самаритян. В отличие от других вариантов переводов еврейских Писаний на арабский язык, труд Саадии был записан арабскими буквами, а не еврейскими.
В «Фихристе» ан-Надима сохранилось упоминание, что в правление аль-Мамуна некий мусульманин Ахмад ибн Абдулла ибн-Салам перевёл с греческого и еврейского «Тору, Евангелия, а также книги пророков и апостолов». И. Ю. Крачковский, специально изучавший этот вопрос, допускал, что энциклопедист допустил ошибку и перепутал переводчика с Абдаллахом ибн Саламом — евреем, обращённым в ислам. Однако в книжном списке, вывезенном Порфирием (Успенским) из синайского монастыря св. Екатерины, имеется запись следующего содержания: «Книга Тора — пять книг. Переведена эта Тора с языка еврейского на язык арабский для Абдаллаха повелителя правоверных аль Мамуна в Багдаде в 205 году по годам арабов (790 или 827 по Р. Х.)».
В связи с арабским завоеванием Испании возникла потребность в западном переводе Библии на арабский язык. Легенда гласила, что якобы ещё в начале VIII века такой перевод (с латинской Вульгаты) осуществил епископ Иоанн Севильский. Однако П. де Лагард доказал, что это следствие ошибки. В действительности первый перевод Писания с латинского на арабский язык осуществил в 946 году христианин из Кордовы Исхак ибн Балашк (Исаак, сын Веласкеса).
В общем, в период VIII—XIII веков в восточнохристианских общинах было выполнено большое число библейских переводов на арабский язык, ни один из которых, однако, не приобрёл канонического статуса. После монгольского вторжения в Иран и Ирак в христианской литературе наступил застой.
Новый толчок к распространению арабских переводов Библии был дан католическими миссионерами в XVII—XVIII веках. Опубликованный Ватиканом в 1671 году перевод, основанный на рукописях XVI века, стал широко распространён; в частности, в коптском патриархате имелись 11 манускриптов, скопированных с римского печатного издания между 1691—1833 годами. В 1752 году в Риме увидел свет отредактированный текст копта Руфаила ат-Тухи, предназначенного специально для распространения в Египте среди христиан.

## Многообразие текстуальных версий. Рукописная и ранняя печатная традиция
Научное исследование арабской рукописной традиции библейских переводов началось во второй половине XIX века. В 1888 году Игнацио Гвиди опубликовал обзор 75 известных ему арабских рукописей Библии. Он разделил арабские переводы Евангелий на 5 групп:
1. переводы с греческого языка;
2. переводы с сирийского языка или исправленные по Пешитте;
3. переводы с коптского языка или исправленные по коптской версии;
4. эклектические редакции Александрийского патриархата XIII века;
5. прочие переводы.

В число последних входят вольные евангельские переводы, адаптированные под язык Корана, и выполненные ритмической прозой. На самом деле количество версий намного большее, поскольку одна арабская версия могла быть исправлена по переводу другого извода. Известна также рукопись Посланий Павла XV века, в которой одни послания переведены с сирийского языка, другие — с саидского и бохайрского диалектов коптского языка.
И. Гвиди не учёл также переводов с латинского языка. Как установил А. Баумштарк, первый перевод ибн Балашка был сделан со старолатинской версии с некоторыми элементами Диатессарона и сильным влиянием Вульгаты. Неизвестно, перевёл ли он другие книги Нового Завета, однако известна как минимум одна испанская латино-арабская рукопись Послания к Галатам.
Древнейшая арабская датированная рукопись — Синайский кодекс (cod. Sinai arab. 151), содержащий Деяния Апостолов и соборные послания. Он был переписан в 867 году почерком, переходным от насха к куфическому. Сохранились и другие рукописи IX века, содержащие Послания Павла, переведённые с несторианской Пешитты, а также ветхозаветную книгу Иисуса Сирахова, и другие. По-видимому, ни одна арабская версия не является старше эпохи Мухаммада. Однако А. Баумштарк попытался в 1934 году обосновать доисламскую датировку арабских переводов Библии, основываясь как на литургических данных, так и соображениях, что для успешной миссионерской деятельности в Аравии были нужны евангельские тексты на местных языках.
Ввиду огромного числа независимых друг от друга версий арабской Библии, в 1250 году была сделана попытка создать стандартную версию на основе «вульгат» Востока: греческой, сирийской и коптской. Текст её был подготовлен Хибатуллой ибн аль Ассалем в Александрии, с разночтениями по греческой, сирийской и коптской версиям. Однако это было, скорее, научное издание, поэтому в конце XIII века была подготовлена другая редакция. По мнению И. Гвиди, её перевели с коптской рукописи, близкой Ватиканскому кодексу 9, переписанному в 1204—1205 годах. Отсутствующие в коптской версии стихи были добавлены из греческой или сирийской версии, вставки отмечены пояснениями на полях. В последующие века «Александрийская вульгата» стала популярной, на её основе правились прочие арабские переводы, она же послужила основой большинства эфиопских переводов Писания. На её же основе делались все печатные издания арабской Библии вплоть до XIX века.
Арабские Евангелия по александрийской версии были впервые напечатаны в типографии Медичи в Риме (лат. al-Ingil al-muqaddas. Evangelium sanctum Domini Nostri Iesu Christi conscriptum a quatuor Evangelistis sanctis idest, Matthaeo, Marco, Luca, et Iohanne). На титульном листе стоит 1590 год, но в колофоне указан 1591-й. В 1591 году было выпущено второе издание с буквальным латинским переводом Антония Сиониты. Это издание было повторено в 1619 и 1774 годах; какие рукописи были положены в его основу — неизвестно.
Новый Завет целиком увидел свет в 1616 году в Лейдене. Это издание основано на египетской рукописи 1342—1343 годов и дополнено по двум рукописям XIII века, которые ныне находятся в Кембридже. В этой версии Деяния и Послания Павла переведены с Пешитты, а прочие соборные послания — с греческого. Откровение Иоанна Богослова, по-видимому, является комбинацией переводов с греческого и коптского.
Полная арабская Библия впервые вышла в составе Парижской Полиглотты (1628—1645), причём была основана на рукописи из Алеппо. Тщательно отредактированная версия была снабжена вокализацией; её подготовкой занимались двое ливанских учёных — Иоанн Хесронита и Габриэль Сионита, последний сделал и дословный латинский перевод. Этот текст с минимальными изменениями был напечатан и в Лондонской Полиглотте (1654—1657), арабский текст был проверен Эдвардом Пококом, он же редактировал латинский перевод.
Полное отдельное издание арабской Библии было начато под патронажем Конгрегации пропаганды веры в Риме Саркисом ар-Рузи, маронитским архиепископом Дамаска, который в 1624 году привёз в Италию рукописи арабского Писания. После его кончины в 1638 году работа была продолжена. В 1671 году вышел трёхтомник, в котором арабский текст сопровождался параллельным текстом латинской Вульгаты.
В 1708 году Антиохийская православная церковь и патриарх Афанасий IV издали арабскую версию Евангелий на средства гетмана Мазепы.

## Современное состояние
История современных переводов Библии на арабский язык связана с деятельностью протестантских библейских обществ, в частности, Общества содействия распространению христианского знания. В 1846 году Общество поручило эту работу востоковеду Сэмюэлу Ли, который более 20 лет занимался исследованием Пешитты. Работа началась в Кембридже при участии ливанского учёного Ахмада Фариса Шидийяка; Новый Завет был опубликован в 1857 году. Некоторыми специалистами он признаётся одним из лучших арабских переводов Библии.
Наиболее широко распространён перевод ван Дейка. Его издание финансировалось Американским библейским обществом и Сирийской миссией в Бейруте. Начал перевод Элай Смит в 1847 году, его перевод был доведён до завершения Корнелиусом ван Дейком; Новый Завет был опубликован в 1860 году, полный текст Библии — в 1865 году. Данный текст был принят протестантскими миссиями и признаётся Коптской церковью.
Иезуитская миссия в Бейруте после перевода Ван Дейка предприняла издание католической версии арабского перевода. Новый Завет увидел свет в 1878 году, полное издание было окончено в 1880 году. Основную работу по переводу осуществили Огюстен Роде и Ибрахим аль-Язиджи. В 1988 году была издана новая редакция иезуитского перевода, до начала 2000-х годов было распространено около 60 000 экземпляров.
В 1973 году международное общество «Живая Библия» начало новый арабский перевод, Новый Завет которого вышел в 1982 году и полный текст — в 1988 году. Этот перевод получил нейтральное название «Книга Жизни: интерпретирующий перевод» (араб. كتاب الحياة ترجمة تفسيرية‎ kitāb al-ḥayāh tarjamah tafsīriyyah). Язык его был адаптирован под стандарты современного литературного языка, благодаря чему получил широкое распространение.
Издаются также переводы, предназначенные для просвещения мусульман. Образец такого перевода был издан в 1990 году египетскими христианами под названием «Благородное Евангелие» (араб. الإنجيل الشريف‎ al-injīl ash-sharīf). Полный текст Библии был опубликован в 2000 году под заглавием «Благородная Книга» (араб. الكتاب الشريف‎ al-ketab ash-sharif). Язык перевода адаптирован для восприятия мусульманами: все географические названия, имена и богословские термины представлены в арабских вариантах, известных из Корана.

## Комментарии
1. ↑  В текстологии изводом называется письменный памятник, сложившийся в ходе накопления ненамеренных формальных изменений, которым неизбежно подвергается любой рукописный текст в процессе копирования (определение Д. С. Лихачёва)[10].
2. ↑  «Аль-Инджиль аль-Мукаддас. Святое Евангелие Господа нашего Иисуса Христа, записанное четырьмя святыми евангелистами, то есть Матфеем, Марком, Лукой и Иоанном».